# Deception (serie televisiva 2018)
Deception (lett. "Inganno") è una serie televisiva statunitense ideata da Chris Fedak e trasmessa sul network ABC dall'11 marzo al 27 maggio 2018.
L'11 maggio 2018, la serie viene cancellata dopo una sola stagione.
In Italia, la serie viene trasmessa dal 3 settembre 2018 su Premium Crime mentre in chiaro viene trasmessa su Top Crime dal 5 settembre 2019.

## Trama
Dopo che la sua carriera di mago è stata rovinata da uno scandalo, l'illusionista Cameron Black diventa il primo consulente illusionista che lavora con l'FBI per risolvere crimini strani.

## Personaggi e interpreti

### Principali
- Cameron Black[5] e Jonathan Black[6], interpretati da Jack Cutmore-Scott
  - Cameron Black da bambino, interpretato da Danny Corbo
  - Jonathan Black da bambino, interpretato da Sonny Corbo
- Kay Daniels[7], interpretata da Ilfenesh Hadera
- Dina Clark[8], interpretata da Lenora Crichlow
- Jordan Kwon[9], interpretato da Justin Chon
- Deakins[10], interpretata da Laila Robins
- Mike Alvarez, interpretato da Amaury Nolasco
- Gunter Gastafsen[11], interpretato da Vinnie Jones

### Ricorrenti
- "La donna misteriosa"[12], interpretata da Stephanie Corneliussen
- Dekker, interpretato da Naren Weiss
- Winslow, interpretato da Evan Parke
- Switch/Bishop, interpretato da Billy Zane
- Lance Bauer, interpretato da Tanc Sade

### Guest
- Isaac Walker[13], interpretato da Brett Dalton
- Sebastian Black, interpretato da Jack Davenport
- Bruce Conners, interpretato da Mario Van Peebles

## Episodi
| Stagione       | Episodi | Prima TV USA | Prima TV Italia |
| -------------- | ------- | ------------ | --------------- |
| Prima stagione | 13      | 2018         | 2018            |